# Au cœur de la Tunisie
Au cœur de la Tunisie ou Qalb Tounes (arabe : قلب تونس), anciennement Parti tunisien pour la paix sociale, est un parti politique tunisien dirigé par Nabil Karoui depuis 2019.

## Historique
Le parti, initialement dénommé Parti tunisien pour la paix sociale, est légalisé le 20 juin 2019. Il est alors dirigé par Houda Knani. Le 25 juin 2019, Nabil Karoui devient président du parti, renommé Au coeur de la Tunisie.
En juillet, il annonce que son parti présente des candidats aux élections législatives dans 33 circonscriptions électorales, ses têtes de liste comptant huit femmes et 25 hommes dont certains issus de Nidaa Tounes comme Ridha Charfeddine. Lui-même se présente à la présidentielle de septembre. Cependant, le 8 juillet 2019, il est inculpé pour blanchiment d'argent, interdit de sortie du territoire et ses biens sont gelés. Il est arrêté le 23 août, dans le cadre d’un mandat d'arrêt émis par la chambre d'accusation de la cour d'appel de Tunis. Le parti dénonce via un communiqué « des pratiques fascistes ». Malgré son arrestation, sa candidature est maintenue, n'ayant pas été à ce jour condamné par la justice. Selon les résultats préliminaires, avec 15,5 % des suffrages, Karoui arrive deuxième du premier tour, derrière Kaïs Saïed, se qualifiant ainsi pour le second tour,. Kaïs Saïed l'emporte au second tour du scrutin. Karoui reconnaît sa défaite le lendemain.
Un sondage de Sigma Conseil le donne favori pour les élections législatives. L'emprisonnement de Karoui fait fondre son écart entre son mouvement et Ennahdha, si bien que pour le dernier sondage publié par Sigma Conseil, les deux partis sont au coude-à-coude. Au soir du scrutin, Ennahdha et Au cœur de la Tunisie revendiquent être arrivés en tête. Le 9 octobre, les résultats préliminaires sont annoncés et Ennahdha arrive en tête.
En mars 2020, onze députés quittent le parti. Neuf d'entre eux, qui ne sont pas revenus sur leur décision, forment le 14 avril le bloc national.
Le 26 avril 2022, dans le contexte de la crise politique, Ahmed Néjib Chebbi annonce la formation d'un Front de salut national composé de partis et mouvements tels que Ennahdha, Au cœur de la Tunisie, la Coalition de la dignité, Hizb el-Harak, Al Amal ainsi que des groupes de « citoyens contre le coup d'État » pour s'opposer au président Kaïs Saïed.

## Résultats électoraux

### Élections législatives
| Année     | Voix                  | %                     | Rang                  | Sièges                | Gouvernements         |
| --------- | --------------------- | --------------------- | --------------------- | --------------------- | --------------------- |
| 2019      | 416 004               | 14,49                 | 2e                    | 38 / 217              | Opposition            |
| 2022-2023 | Boycott de l'élection | Boycott de l'élection | Boycott de l'élection | Boycott de l'élection | Boycott de l'élection |

### Élections présidentielles
| Année | Candidat              | 1er tour              | 1er tour              | 1er tour              | 2d tour               | 2d tour               | 2d tour               |
| Année | Candidat              | Voix                  | %                     | Rang                  | Voix                  | %                     | Résultat              |
| ----- | --------------------- | --------------------- | --------------------- | --------------------- | --------------------- | --------------------- | --------------------- |
| 2019  | Nabil Karoui          | 525 517               | 15,58                 | 2e                    | 1 042 894             | 27,29                 | Battu                 |
| 2024  | Boycott des élections | Boycott des élections | Boycott des élections | Boycott des élections | Boycott des élections | Boycott des élections | Boycott des élections |